# 스코틀랜드 독립운동
스코틀랜드 독립운동(영어: Scottish independence, 스코트어: Scots unthirldom, 스코틀랜드 게일어: Neo-eisimeileachd na h-Alba)는 스코틀랜드의 일부 정당, 시민단체, 개인들이 스코틀랜드가 독립 주권국을 목표로 벌이는 정치적 운동이다.
2014년 9월 18일 스코틀랜드에서 주민투표가 시행되었다. 투표자들은 "스코틀랜드가 독립국이 되어야 합니까? (Should Scotland be an independent country?)"라는 질문에 찬성 또는 반대를 답하게 된다. 투표 전 일주일 동안에 여론조사에서는 찬성과 반대 양측에서 근소한 차이를 보였으며, 스코틀랜드의 경제, 재정, 통화, 유럽 연합과의 관계에 대한 '찬성' 투표의 결과에 관해서 계속되는 논쟁으로 가열되었다.

## 역사

### 스코틀랜드 왕국
스코틀랜드는 중세 초기에 세워진 독립국이었으며, 일부 역사학자들은 스코틀랜드의 건국연도를 케네스 1세의 재위 기간이었던 843년으로 추정한다. 스코틀랜드 왕국의 정통성은 잉글랜드의 수많은 침공으로 시험대에 올랐다. 잉글랜드의 군주들은 스코틀랜드의 영토를 요구하면서 수많은 명분을 들었는데, 교황과 다른 외국 통치자들에게 군사 침략을 해명하기 위한 것이 보통이었다. 잉글랜드 민속에서는 트로이의 브루투스가 큰아들 로크리누스를 잉글랜드에, 작은아들 알바나크투스를 스코틀랜드에 남겨 영국을 세웠다는 유명한 설화가 하나 있다. 스코틀랜드 사람들은 이 신화를 반박하고 스코틀랜드만의 유명한 설화를 만들었는데, 그리스의 왕자 고이델 글라스와 그 아내이자 파라오의 딸인 스코타가 스코틀랜드를 더 일찍 세웠다는 내용이다. 전설에 따르면 스코타는 이집트에서 스코틀랜드까지 운명의 돌을 옮겼다고 한다.
1290년에 일어났던 왕위 계승 위기는 스코틀랜드 왕국사의 분수령이었으며, 스코틀랜드를 지배하려는 잉글랜드의 시도로 이어졌다. 잉글랜드 세력에 맞선 스코틀랜드와 프랑스의 올드 동맹이 이때 처음으로 발동되었고, 1500년대까지 계속해서 유효한 채로 남아 있었다. 스코틀랜드 독립 전쟁이 벌어진 끝에 왕국은 다시 부흥하여 로버트 1세 (1306년 즉위)를 모시게 되었다. 로버트 1세의 장남은 스튜어트 왕가 출신으로는 처음으로 스코틀랜드 국왕이 되기도 했다.

### 연합

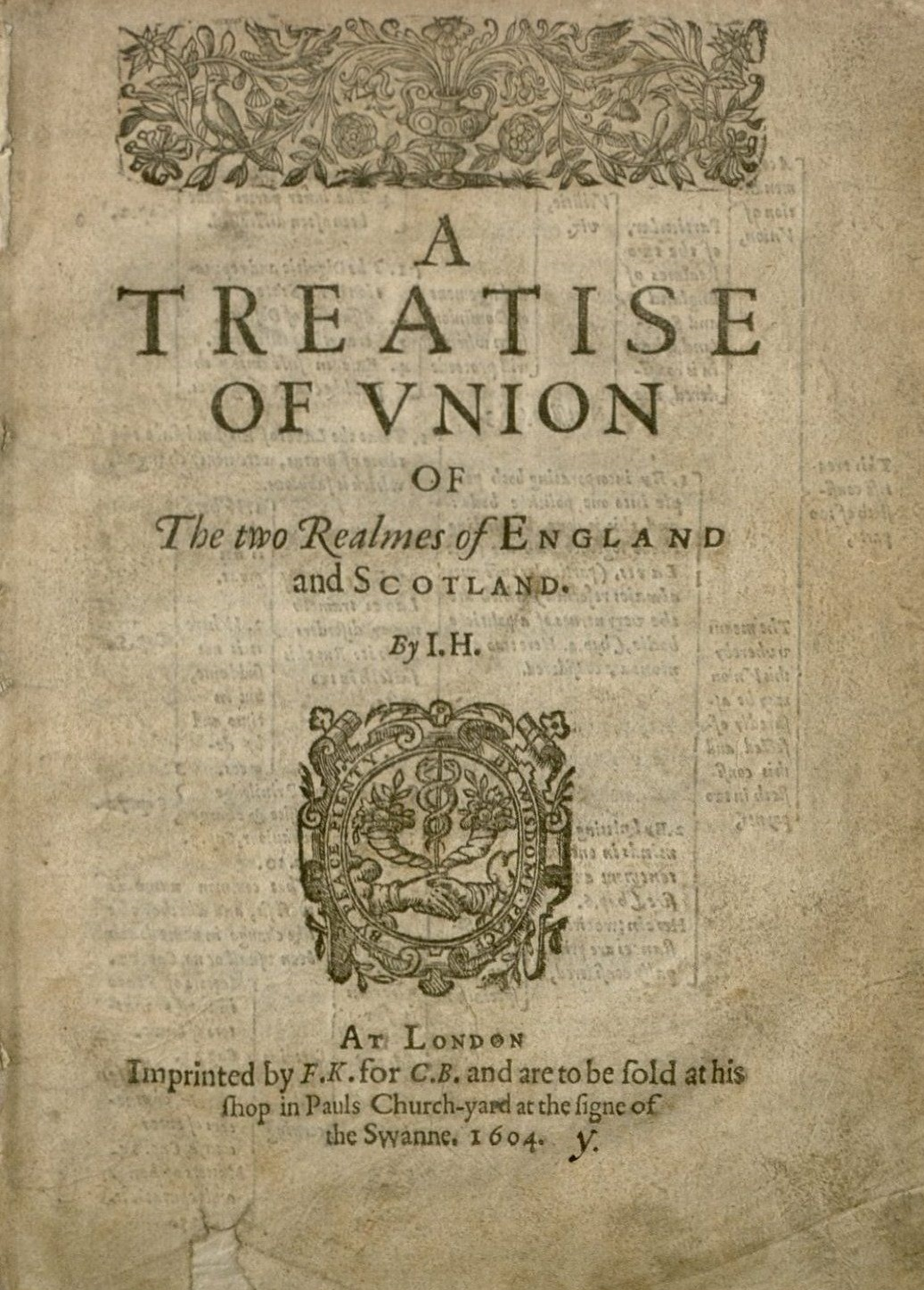
존 헤워드의 《잉글랜드와 스코틀랜드 두 왕국의 연합에 관한 논문》(A treatise of union of the two realmes of England and Scotland) (1604)

스코틀랜드와 잉글랜드는 1603년 제임스 6세가 잉글랜드와 아일랜드의 국왕이라 선포하면서 같은 군주를 공유하게 되었는데, 이를 동군연합이라 부른다. 가톨릭-개신교 간 분쟁이 벌어지던 와중 잉글랜드의 제임스 2세가 1688년에 퇴위하고, 프로테스탄트 스튜어트 왕가가 몰락할 조짐 (실제로 1714년에 몰락)을 보이던 1707년, 잉글랜드는 스코틀랜드가 독자적인 길로 갈 것을 우려하고 두 왕국의 형식적인 연합으로 이어지도록 연합 조약에 이어 연합법을 통해 그레이트브리튼 왕국을 이루었다. 보니 프린스 찰리를 비롯한 제임스 7세와 2세의 후손들을 필두로 연합에 맞선 스코틀랜드의 거센 저항은 1746년까지 계속되었다.
그레이트브리튼 왕국과 아일랜드 왕국을 연합한 그레이트브리튼 아일랜드 연합 왕국은 1800년 연합법을 통해 형성되었다. 아일랜드 남부의 26개 주는 1922년에 연합을 탈퇴했고, 나머지 지역은 오늘날의 그레이트브리튼 연합 왕국 및 북아일랜드가 되었다.

### 자치 운동
스코틀랜드 의회의 '자치 (home rule)' 운동은 1853년 영국 보수당과 가까운 단체였던 전국 스코틀랜드 권리 요구 협회가 처음으로 일으켰다. 이 운동의 핵심요소는 아일랜드 독립운동과는 대비되는 것이었다. 초창기 운동은 정치적인 호소를 넓혀나갔고 곧 영국 자유당의 지원을 받기 시작했다. 1885년에는 스코틀랜드의 권리를 증진시키고 영국 의회에 관심을 표하기 위해 스코틀랜드부 장관과 스코틀랜드부가 다시 설치되었다. 1886년 윌리엄 글래드스턴은 아일랜드 자치법을 발의했다. 스코틀랜드 쪽에서는 아일랜드에 부여하려 하는 자치권과 비교를 하면서 현 상황은 불충분하다고 여겼다. 하지만 아일랜드 자치법은 헌법상의 즉각적인 우선 법안으로 여겨지진 않았고, 특히 하원에서 통과되지 못했다.
제1차 세계 대전 직전 허버트 애스퀴스가 이끌던 중도정부는 '전면 자치 (Home Rule all round)'에 찬성했고, 이로써 스코틀랜드 자치법은 1914년 아일랜드 정부법으로 제안됐던 아일랜드 자치법을 따라가게 될 것이었다. 애스퀴스는 영국을 구성하는 지방들이 공통적인 목적을 함께하기 위해서 합칠 수는 있겠지만, 그 지방들이 중앙 정부에 요청하지 않고서는 내부적인 문제를 대할 수 없다는 것이 부당하다고 생각했다. 독립주의 철학까지는 아니었지만 대신 애스퀴스는 연방제가 "연합의 진정한 기반"이고 웨스트민스터 식의 중앙집권화된 권력은 "모든 정치적 실책 중에서도 악질"이란 생각으로 재임했다. 스코틀랜드 자치법은 1913년에 처음으로 의회에 제출되었지만 곧 의회가 제1차 세계대전에 필요한 긴급 정책에 집중하면서 입법 진행이 끝나고 말았다.
아일랜드가 부활절 봉기로 반기를 들고 독립 전쟁을 일으켜 싸운 것과는 달리 스코틀랜드는 중앙 정권에 저항하지 않았다. 하지만 스코틀랜드 자치법에 관해서는 끈질긴 요구가 있었다. 1930년대에는 스코틀랜드부가 에딘버러의 세인트 앤드류 하우스로 재이전했다. 스코틀랜드 서약은 영국 정부에 자치를 요구하는 청원서였는데, 1930년에 존 맥코믹이 제의했고 1949년 정식적으로 작성되었다. 이 서약은 "결국에는 200만 주민들에게 서명을 받은" 것이었다 (1951년 인구조사에서 스코틀랜드의 인구는 510만 명이었다). 다만 주요 정당들은 이 서약을 무시했다. 더불어 1950년에는 국수주의자들이 운명의 돌을 웨스트민스터 대성당에서 치우기도 했다.
스코틀랜드의 완전한 독립 문제나, 그보다 쟁점이 덜한 자치에 관한 문제는 1960년 해롤드 맥밀런 수상이 그 유명한 변화의 바람을 연설하면서 정치적 주류로 다시 떠올랐다. 이 연설은 아프리카의 급속한 탈식민지화의 시작과 대영 제국의 종말을 알렸다. 영국은 이미 1956년 수에즈 위기를 통해 국제적인 망신을 당하고 제2차 세계 대전 이전까지만 해도 초강대국이었던 것이 더 이상은 아님을 보여준 바가 있었다. 스코틀랜드 민중들로서는 영국의 주된 존재 이유 중 하나를 약화시키는 데 보탬이 되었고, 그와 더불어 대중적인 제국주의와 당시 주로 스코틀랜드 통일당으로 단합하던 제국주의 정당의 종말을 상징하게 되었다. 통일당은 이후 지지에서 확고한 쇠퇴를 겪었다.

### 1979년 1차 이양 국민투표
스코틀랜드 국민당 (SNP)은 1967년에 위니 어윙이 예상 외로 1967년 해밀턴 재보궐선거에서 승리함에 따라 의회 의석을 얻었다. 이는 에드워드 히스의 1968년 퍼스 선언과 킬브랜던 위원회 설립에 이르면서 국민당에게 전국적인 유명세를 안겼다. 1970년 스코틀랜드 동부 해안에서 떨어져 있던 북해 유전의 발견은 스코틀랜드 독립에 관한 토론을 더욱 가열시켰다. 국민당은 유전의 발견이 그당시 스코틀랜드가 겪고 있던 산업공동화된 경제와 스코틀랜드 주민들에게 얼마나 이익이 되는지 강조하여 큰 성공을 거둔 '그건 스코틀랜드의 석유다 (It's Scotland's oil)'란 이름의 운동을 조직했다. 1974년 2월 총선에서는 7명의 하원의원석이 국민당에게 돌아갔다. 노동당은 절대다수를 얻지 않았으며, 1974년 10월에 다시 투표를 했다. 국민당에서는 이 선거에서 11명이 당선되고 스코틀랜드 총 득표수에서 30% 이상을 얻으면서, 같은 해 이전 선거에서 했던 결과보다 훨씬 더 좋은 결과를 보였다.
1974년 1월, 보수당 내각은 저명한 정부측 경제전문가인 게빈 맥크론 교수가 작성하여 독립된 스코틀랜드의 가망성을 보고한 맥크론 보고서를 의뢰했다. 그는 석유가 독립된 스코틀랜드에게 유럽에서 가장 강력한 통화를 제공하게 될 것이라고 결론을 내렸다. 보고서는 관리들이 정부 장관들에게 "국민당의 기를 꺾어놓는" 방안에 대해서 조언했다는 주장으로 이어졌다. 이 문서는 후임 노동당 내각에 정권이 이양되고 노동당이 스코틀랜드 국민당의 인기가 몰아칠 것을 우려하여 기밀로 분류되면서, 국민당이 2000년 정보자유법에 따라 보고서를 손에 넣은 2005년에야 밝혀졌다.
해롤드 윌슨이 이끄는 노동당은 단 세 석의 근소한 차이로 1974년 10월 선거에서 승리했다. 노동당의 총선 승리에 따라 국민당 의원들은 킬브랜던 위원회의 결론에 의해 확실성이 더해진 시점으로 스코틀랜드 의회의 설립을 요구했다. 하지만 반대파들은 이 사안에 대한 국민투표를 열으라고 요구했다. 노동당과 스코틀랜드 국민당은 모두 공식적으로 권력 이양을 지지했으나 의회 설립에 관해서는 양당 내에서 지지가 갈렸다. 노동당은 권력 이양을 지지하는 쪽과 완전한 웨스트민스터 중앙정부를 유지하길 원하는 쪽으로 나뉘었다. 국민당에서는 권력 이양을 독립을 향한 디딤돌로 바라보는 쪽과 궁극적인 목표를 해칠 수 있다며 우려하는 쪽으로 분열이 있었다. 1976년 해롤드 윌슨의 사임으로 제임스 캘러헌이 정권을 가져갔지만, 그의 근소한 의석 차는 재보궐 선거에서 여러번 패배하면서 깎여나갔고 내각은 점차 인기가 시들었다. 국민당과 웨일스 민족당 사이에서는 내각의 수명을 연장하는 데 도우면서, 서로를 지지해 주는 대신 권력 이양에 관하여 국민투표를 열기 위한 타협이 이루어졌다.
스코틀랜드 국민투표의 결과는 근소한 차이 (52% 대 48%)로 권력 이양에 찬성했지만, 국민투표의 조건은 투표가 유효하도록 전체 유권자의 40%가 찬성에 투표해야 한다는 것이었다. 그러나 투표율은 63.6%에 불과하여 유권자의 32.9%만이 '찬성'에 투표했다. 1978년 스코틀랜드법은 결과적으로 의회에서 301대 206의 표결에 의해 1979년 3월에 폐지되었다. 국민투표에 이어서 법안 지지자들은 '스코틀랜드는 찬성했다 (Scotland said yes)'란 표어를 내걸고 저항 운동을 이끌었다. 이들은 40% 규정이 비민주적이며, 국민투표 결과가 의회 설립을 정당화했다고 주장했다. '반대'표 운동가들은 국민투표 이전에도 유권자들이 투표에서 지는 것은 '반대'와 마찬가지인 것으로 전했었다며 반박했다. 따라서 상대적으로 낮았던 투표율이 온전히 유권자들의 무관심 때문이었다고 결론짓는 것은 잘못된 것이다.
국민당은 이에 대한 항의로 정부로부터 지지를 철회했다. 그런 뒤 보수당이 불신임안을 상정했고 국민당, 중도당, 얼스터 연합당으로부터 지지를 받았다. 이 안은 1979년 3월 28일 한차례의 표결로 통과되었고, 마가렛 대처가 이끄는 보수당이 승리한 1979년 5월 총선에 효력을 발생시켰다. 캘러헌 수상은 노동당 내각을 붕괴시키려는 국민당의 결단을 "크리스마스에 찬성표를 던지는 칠면조들 (Turkeys voting for Christmas)"이라고 평했다. 1979년 총선에서 국민당 의원은 하원의원 11명에서 2명으로 감소하는 한편, 대처와 존 메이저가 이끄는 보수당은 권력 이양을 반대했다.

### 1997년 2차 이양 국민투표

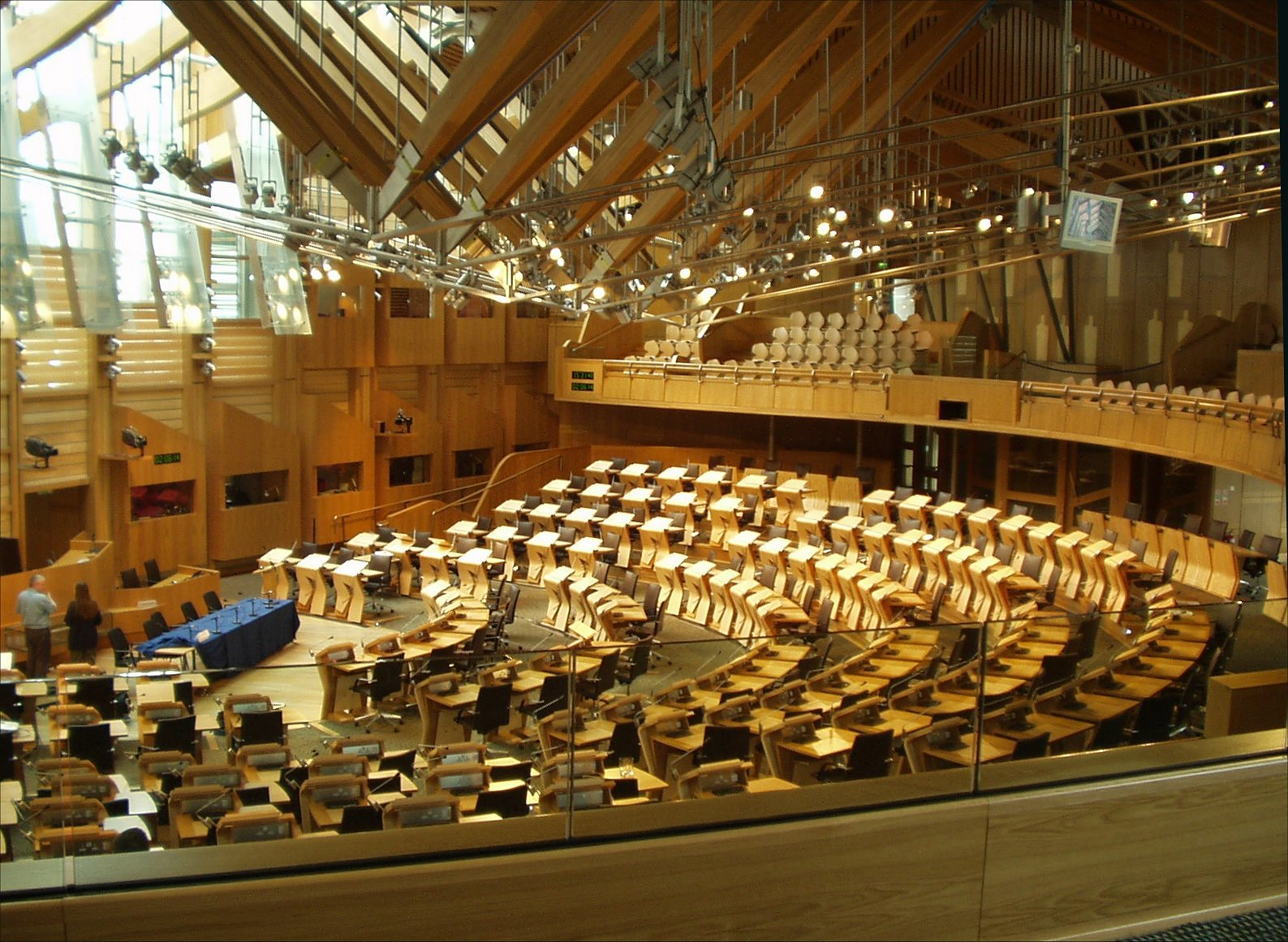
스코틀랜드 의회의 토론 회의장

스코틀랜드 독립 지지자들은 영국 체제 내에서의 권력 이양을 원하는 수많은 연합 지지자들도 관여하는 자치 운동에 대해 여전히 복잡한 견해를 지녔다. 이를 독립을 향한 디딤돌로 바라보는 이들도 있던 반면, 다른 이들은 곧바로 독립하기를 원했다.
1979년 이후 보수당 내각의 여러 해 동안에 스코틀랜드 입법부 운동이 창설되었고, 마침내 1989년 청구권을 공표했다. 그런 다음엔 스코틀랜드 헌법 회의에 이르렀다. 보수당이 협력을 거절하고 스코틀랜드 민족당은 회의가 스코틀랜드 독립을 헌법상 선택안으로 심의하길 원하지 않는다는 것이 분명해지면서 심의를 철회하긴 했으나, 이 회의는 복수 정당을 기반으로 권력 이양에 관한 합의를 촉진했다. 권력 이양과 스코틀랜드 의회에 대한 반대론은 주로 보수당이 퍼부었는데, 스코틀랜드 의회가 스코틀랜드의 독립에 "파멸에 이르는 길"을 만들고 독립의향적인 스코틀랜드 국민당에게 정권으로 향하는 길을 제공하게 될 것이라는 내용이었다. 1997년 5월까지 보수당 내각의 총리였던 존 메이저는 1997년 총선 기간에 '연합을 지키는 72시간 (72 hours to save the union)'이라는 표어로 운동을 펼쳤다.
1997년 총선에서는 노동당이 승리했고 스코틀랜드 국무장관이었던 도널드 드워는 스코틀랜드 의회 설립안을 허가했다. 9월에 열린 국민투표에서 권력 이전안에 찬성한 사람은 74.3% (유권자의 44.87%)였다. 이어서 영국 의회는 대부분의 자국내 정책에 관한 지배력을 가진 선출된 스코틀랜드 의회를 설립한다는 1998년 스코틀랜드법을 승인했다. 1999년 5월, 스코틀랜드는 양도받은 의회의 첫번째 선거를 치뤘고 그 해 7월에는 이전 의회가 1707년에 정회된 이래 사상 처음으로 개회했다. 노동당의 도널드 드워는 스코틀랜드 국무총리가 된 한편, 스코틀랜드 국민당은 제1야당이 되었다. 모든 정당의 찬성으로 스코틀랜드 개회식에서 로버트 번즈의 《A Man's A Man for A' That》이 낭송됐다.
스코틀랜드 의회는 129명의 의원들로 구성된 단원제 입법부이다. 이 중 73명은 각각의 선거구를 대표하며 소선거구제로 선출되고, 56명은 부가의원제를 통해 8개의 개별적인 선거지역에서 선출되며 4년간 역임한다. 여왕은 스코틀랜드 의회의 지명으로 스코틀랜드 의회 의원 한명을 가장 많은 수의 의석을 가진 정당의 대표를 국무총리에 임명하는 협약과 함께 국무총리에 임명한다. 다만 어떤 의원이든 의회의 신임을 받는다면 국무총리에 임명될 수도 있다. 나머지 모든 장관들은 국무총리가 임명 및 해임하며, 이 모두가 함께 정부의 행정력인 스코틀랜드 정부를 이룬다.
스코틀랜드 의회는 스코틀랜드와 관련된 모든 비보류사안에 대해서 입법권을 가지고 있으며, 타르탄세란 별칭의 소득세를 변경하는 제한된 권한을 가지고 있는데 아직까지 발휘되지 않은 권한이다. 스코틀랜드 의회는 몇 가지 사안에 영국 전역 대상 제정법이 더 적합하다고 고려될 경우 입법동의가결 (Legislative Consent Motion)을 거쳐 웨스트민스터로 재위탁하여 영국 전역 대상 제정법의 일부로 고려하도록 할 수 있다. 1999년부터 스코틀랜드 의회가 제정한 입법 계획은 공공서비스 제공 부문에서 영국 내 나머지 구성국과 비교하여 차이를 보이고 있다. 예를 들어서 대학교육 비용과 노인층의 돌봄 서비스는 스코틀랜드에서 무료인 반면에, 나머지 구성국에서는 요금이 부과된다. 스코틀랜드는 영국에서 처음으로 밀폐된 공공장소 내 흡연을 금지한 구성국이다.

### 2014년 독립 국민투표

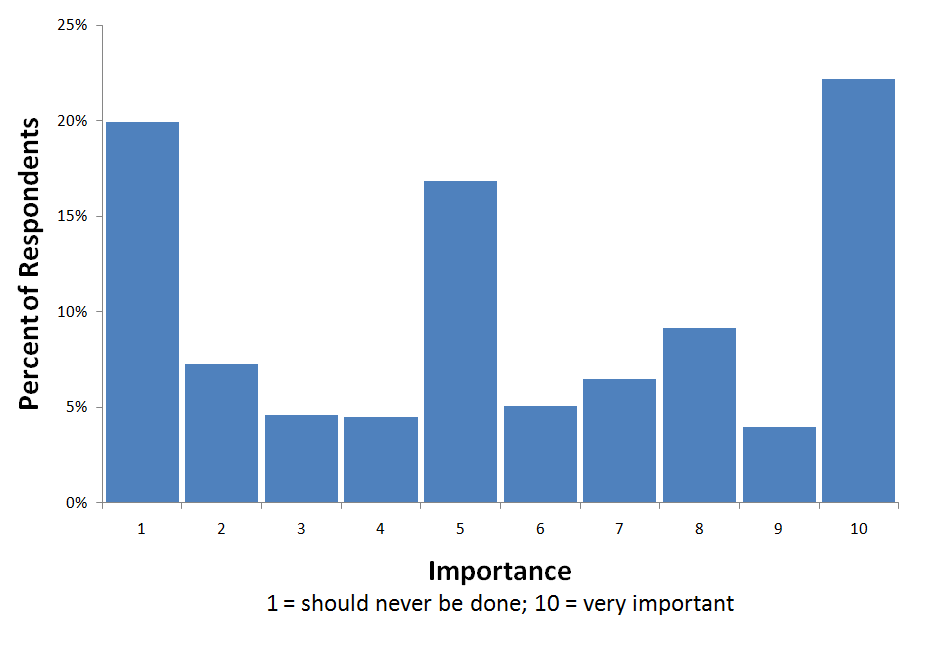
2011년 4월 BBC가 집계한 국민투표를 여는 것의 중요도 조사.

2007년 스코틀랜드 총선 선언문에서 스코틀랜드 국민당 (SNP)은 2010년에 독립 국민투표를 열겠다고 약속했다. 선거에서 승리한 뒤, 민족당이 집권한 스코틀랜드 정부는 독립을 비롯, 스코틀랜드의 미래를 위한 선택들을 개괄해 놓은 《스코틀랜드의 미래 선택》(Choosing Scotland's Future)이란 제목의 백서를 발간했다. 스코틀랜드 노동당, 스코틀랜드 보수당, 스코틀랜드 자민당은 독립을 선택권으로 주는 국민투표를 반대했다. 고든 브라운 총리도 독립 선택권을 공개적으로 맹비난했다. 세 주요 정당은 독립을 반대했고 그대신 케네스 콜만이 의장을 맡은 스코틀랜드 이양위원회를 구성했다. 위원회는 이양을 재검토하고 독립을 제외한 모든 합헌적인 선택을 고려했다. 2009년 8월, 스코틀랜드 정부는 2009년 ~ 2010년 입법 계획의 일부가 되고 독립 문제에 대해 질문을 상세히 기술하고 가능성 있는 국민투표를 유도하게 될 2010년 스코틀랜드 국민 투표 법안을 발표했다. 이 법안은 민족당의 지위가 소수당 정권이고 의회의 다른 주요 정당들의 반대로 인하여 통과되지 않을 것으로 예상됐다. 2010년 9월, 스코틀랜드 정부는 2011년 총선 이전에 치러지는 국민투표는 없을 것이라고 발표했다.
2011년 총선에서 민족당에 스코틀랜드 의회의 절대 다수를 안겨주며 승리하면서, 초대 총리인 앨릭스 샐먼드는 2014년이나 2015년에 치러지게 될 국민 투표를 "의회 후반전에" 열고 싶었던 그의 갈망을 언급했다. 2012년 1월, 영국 정부는 스코틀랜드 의회에 "공정하고 합법적이며 결단적"이라 규정한 국민 투표를 여는 특권 부여를 제안했다. 두 정부간 협의는 2012년 10월 에딘버러 협정에 이를 때까지 이어졌다. 2013년 스코틀랜드 독립 국민투표 (선거권) 법안은 2013년 6월 27일 스코틀랜드 의회에서 통과되었고 2013년 8월 7일에 여왕의 재가를 받았다. 2013년 11월 15일 스코틀랜드 정부는 독립에 찬성하는 주장과 스코틀랜드가 독립국이 될 수 있는 수단들을 상세히 설명한 670쪽짜리 백서 《스코틀랜드의 미래》 (Scotland's Future)를 발간했다.
오랜 기간의 협상 뒤에는 샐먼드 총리와 앨리스테어 달링 베터 투게더 대표 간의 공개토론이 마련되었다. 텔레비전 토론 전 아침에는 데이비드 캐머런 총리 (보수당 당수), 닉 클레그 부총리 (자유민주당 당수), 에드 밀리밴드 노동당 당수가 '반대'표가 우세하게 될 시에는 스코틀랜드에 더 큰 권한의 이양을 서약하는 공동성명에 조인했다.

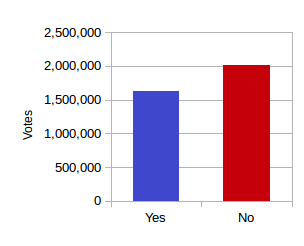
국민투표 결과

2014년 9월 19일 오전 6시 24분 (영국 시간), BBC 홈페이지는 최종 국민투표 결과를 전체 투표율 84.5%의 투표에서 '반대'표가 55% (2,001,926표)로 우세한 것으로 발표했다. 매리 피케이슬리 최고 개표담당자는 "국민투표 설문에 국민 과반수가 반대표를 던진 것이 분명하다"고 말했다. '찬성'표는 45% (1,617,989표)의 지지를 받았는데, 이기는 데 필요한 총 투표수는 1,852,828표였다. 투표 결과는 32개 의회지역에서 집계되었다. 글래스고에서는 독립투표를 '찬성' 53.5% 대 '반대' 46.5% (지역 내 투표율은 75%)로 독립을 지지했고 에딘버러에서는 '반대' 61% 대 '찬성' 39% (지역 내 투표율은 84%)로 독립에 반대했다. 달링은 선거후 연설에서 "침묵이 말했다"고 말한 반면, 샐먼드는 "저는 국민의 결정을 받아들이며, 스코틀랜드의 모든 분들께 이 민주적인 결정을 받아들이는 쪽을 따르기를 부탁드린다"고 말했다.

### 2016년 브렉시트 국민투표
2015년 영국 총선에서 보수당은 브렉시트(영국의 유럽 연합 탈퇴) 여부를 묻는 국민투표를 실시한다고 공약했고 집권하여 국민투표를 실시하게 되었다. 여론조사 결과 영국 전체에서는 찬반이 비슷했지만 스코틀랜드 주민들은 유럽 연합의 회원국으로 남는 것을 지지하는 여론이 높았다. 스코틀랜드 정치권은 브렉시트가 성사되면 독립을 재추진한다 밝혔다.
영국의 EU 회원국 잔류/탈퇴를 묻는 국민투표는 2016년 6월 23일 실시되었고, 투표 결과 스코틀랜드에서는 EU 잔류가 우세했지만 잉글랜드와 웨일스에서 탈퇴가 우세해 브렉시트(영국의 유럽 연합 탈퇴)가 결정되었다.
스코틀랜드 국민당 소속 스코틀랜드 자치정부 수반은 영국의 EU 탈퇴가 확정되자 스코틀랜드의 독립을 요구했다. 이들은 두 번째 스코틀랜드 독립 국민투표의 실시를 요구했다. 만약 독립이 확정될 경우 스코틀랜드는 독립국가가 되며 또한 영국에 유니언 잭이 바뀌는 것은 물론 스코틀랜드가 독립할 경우 유럽의 독립국가이므로 EU에 가입할 수도 있다.
2020년 1월 31일 영국이 EU에 탈퇴하자 스코틀랜드 자치정부 수반은 "브렉시트가 우리의 뜻이 아니다"라며 영국의 탈퇴에 대해 비판했고 독립운동이 다시 거세지고 있다.

## 같이 보기
- 분리 독립 운동 목록
- 1905년 노르웨이 스웨덴 연합 해체
- 체코슬로바키아의 해체
- 아일랜드 공화국 선언
- 스코틀랜드 파운드
- 카탈루냐 독립운동
- 얼스터 국민주의

## 참고 서적
- Hassan, Gerry (2011). 《Radical Scotland: Arguments for Self-Determination》. Luath Press.
- Keating, Michael (2009). 《The Independence of Scotland: Self-Government and the Shifting Politics of Union》. Oxford: Oxford University Press.
- Keating, Michael (2013). 《Nationalism, unionism and secession in Scotland》. 《Secessionism and Separatism in Europe and Asia: To have a state of one’s own》 (Routledge). 127~144쪽.
- Marr, Andrew (2013). 《The Battle for Scotland》. Penguin Books. ISBN 978-0-241-96793-5.
- Murkens, Jo Eric (2002). 《Scottish Independence: A Practical Guide》. Edinburgh University Press. ISBN 0-7486-1699-3.
- Pittock, Murray (2008). 《The Road to Independence?: Scotland Since the Sixties》. Reaktion Books.